# Xuanwuhu
Xuanwuhu (kinesiska: 玄武湖, 玄武湖街道) är en socken i Kina. Den ligger i provinsen Jiangsu, i den östra delen av landet, nära eller i provinshuvudstaden Nanjing. Antalet invånare är 69739. Befolkningen består av 33 002 kvinnor och 36 737 män. Barn under 15 år utgör 9,0 %, vuxna 15-64 år 83 %, och äldre över 65 år 7,0 %.
Genomsnittlig årsnederbörd är 1 291 millimeter. Den regnigaste månaden är juli, med i genomsnitt 289 mm nederbörd, och den torraste är december, med 32 mm nederbörd.